# 4 (album)
4 je četvrti studijski album američke R&B glazbenice Beyonce, objavljen 24. lipnja 2011. Dva singla su izašla: "Run the World (Girls)" je objavljen za digitalni download 21. travnja 2011. "Best Thing I Never Had" je objavljen kao drugi singl s albuma 1. lipnja 2011.

## Pozadina
Tijekom 2009. Beyonce je počela raditi na novom albumu. U veljači 2011. objavljeno je da će album uskoro biti završen. Beyonce je snimila 72 pjesama za album, te je morala izabrati samo 12 pjesama za standarnu verziju albuma. Datum izdanja je objavljen isti dan kad je glazbeni video za pjesmu "Run the World (Girls) izdat.

## Izdanje i promoviranje
17. svibnja 2011. izvela je pjesmu "Run the World" na finalnoj epizodi "Oprah Showa". 22. svibnja 2011. Beyonce je izvela pjesmu istu pjesmu na Billboard glazbenim nagradama. 25. svibnja 2011. Beyonce je izvela pjesmu "1+1" na finalu emisije "American Idol".  7. lipnja 2011., tri tjedna prije izdavanja albuma, cijeli album je procurio na internet.

## Singlovi
"Run the World (Girls)" je izdat kao glavni singl s albuma 21. travnja 2011.  Video za pjesmu je sniman tri dana,  te je premijerno prikazan 18. svibnja 2011.
"Best Thing I Never Had" je izdat kao drugi singl s albuma 1. lipnja 2011. Pjesma je istog dana debitirala na radiju te izdata za digitalni download.
Ostale pjesme: 
- Love on Top

### Popis pjesama
- Standardna verija

1. 1+1 - 4:32
2. I Care - 3:59
3. I Miss You - 2:59
4. Best Thing I Never Had - 4:12
5. Party (feat. J. Cole) - 4:05
6. Rather Die Young - 3:42
7. Start Over - 3:19
8. Love on Top - 4:27
9. Countdown - 3:33
10. End of Time - 3:44
11. I Was Here - 3:59
12. Run the World (Girls) - 3:56

- Bonus pjesma za Japan:

13. Dreaming - 4:39
- Deluxe edition bonus CD:

1. Lay Up Under Me - 4:14
2. Schoolin' Life - 4:53
3. Dance for You - 6:09
4. Run the World (Girls) (Kaskade Club Remix)
5. Run the World (Girls) (Redtop Club Remix)
6. Run the World (Girls) (Jochen Sims Club Remix)